# Tarhonya

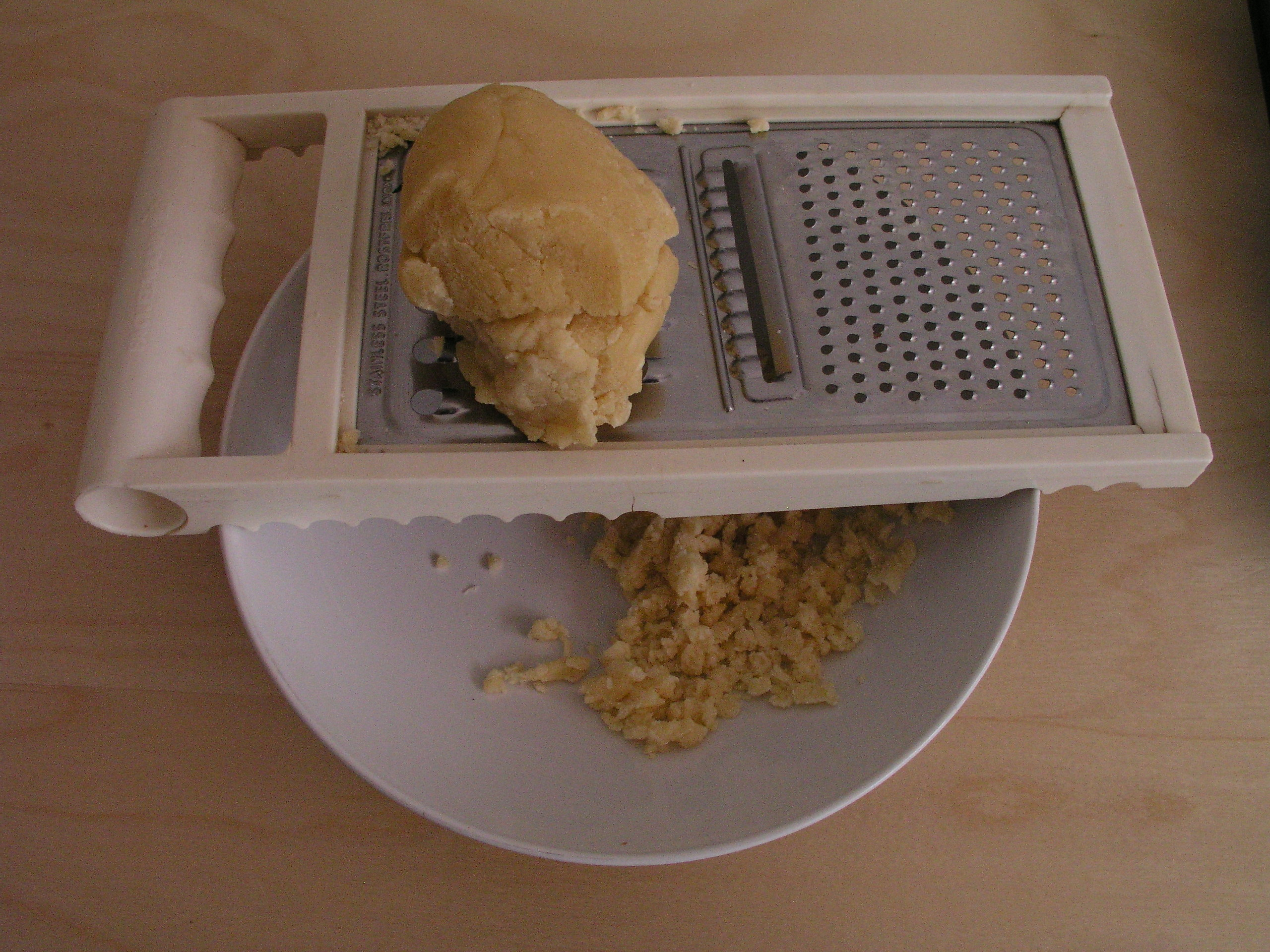
Elaboración casera de tarhonya.

La tarhonya (en húngaro: tarhonya; palabra de origen turco) es un tipo de pasta tradicional de la cocina de Hungría. Elaborada con harina de trigo, huevo y un poco de agua, se deja secar antes de pasarla por un rallador de agujeros gordos para obtener unas perlas de tamaño un poco más pequeño que un garbanzo.

## Usos
En Polonia se suelen mezclar con leche y manteca, en Hungría se suelen servir en sopas o como guarnición de platos de carne. A veces para reforzar su sabor se suele freír la pasta en el aceite vegetal, ańadiendo tocino y pimentón, la pasta seca se suele cocer en una salmuera. Aunque hoy en día se suele elaborar de forma artesanal en algunas zonas de Hungría, no obstante existen numerosas empresas que comercializan ya el alimento preparado.